# Campeonato Pan-Americano de Ginástica Rítmica de 2024
O Campeonato Pan-Americano de Ginástica Rítmica de 2024 nas categorias sênior e juvenil e o Torneio Pan-Americano Juvenil de Ginástica Rítmica foram realizados na Cidade da Guatemala, Guatemala, de 5 a 9 de junho de 2024. A competição é organizada pela Federação Nacional de Ginástica da Guatemala sob a supervisão da União Pan-Americana de Ginástica, e aprovada pela Federação Internacional de Ginástica. As provas juvenis servirão como qualificação para os Jogos Pan-Americanos Júnior de 2025.

## Calendário
- Quarta-feira, 5 de junho
  - 08:30 - 09:45 Qualificatória Individual Age Group (Arco e Bola)
  - 09:50 - 11:30 Qualificatória Individual Juvenil - Grupo A (Arco e Bola)
  - 09:50 - 11:30 Qualificatória Individual Juvenil - Grupo B (Arco e Bola)
  - 14:00 - 15:30 Qualificatória Individual Juvenil - Grupo C (Arco e Bola)
- Quinta-feira, 6 de junho
  - 08:30 - 09:45 Qualificatória Individual Age Group (Maças e Fita)
  - 10:05 - 11:35 Qualificatória Individual Juvenil - Grupo B (Maças e Fita)
  - 11:40 - 13:10 Qualificatória Individual Juvenil - Grupo C (Maças e Fita)
  - 14:30 - 16:10 Qualificatória Individual Juvenil - Grupo A (Maças e Fita)
  - 16:30 - 17:10 Qualificatória Grupos Juvenil (5 Arcos)
- Sexta-feira, 7 de junho
  - 09:00 - 09:50 Final Individual Age Group e Juvenil - Arco
  - 09:50 - 10:40 Final Individual Age Group e Juvenil - Bola
  - 10:40 - 11:10 Final Individual Age Group - Maças
  - 11:10 - 11:40 Final Individual Age Group - Fita
  - 12:30 - 13:15 Qualificatória Grupos Juvenil (5 Maças)
  - 15:50 - 16:30 Qualificatória Grupos Sênior (5 Arcos)
  - 16:40 - 18:30 Qualificatória Individual Sênior - Grupo A (Arco e Bola)
  - 18:30 - 20:20 Qualificatória Individual Sênior - Grupo B (Arco e Bola)
- Sábado, 8 de junho
  - 09:00 - 09:40 Final Grupos Juvenil - 5 Arcos
  - 10:30 - 11:00 Final Individual Juvenil - Fita
  - 14:50 - 15:30 Qualificatória Grupos Sênior (3 Fitas + 2 Bolas)
  - 16:00 - 17:50 Qualificatória Individual Sênior - Grupo B (Maças e Fita)
  - 18:00 - 19:50 Qualificatória Individual Sênior - Grupo A (Maças e Fita)
- Domingo, 9 de junho
  - 10:00 - 10:30 Final Individual Sênior - Arco
  - 10:30 - 11:00 Final Individual Sênior - Bola
  - 11:10 - 11:50 Final Grupos Sênior - 5 Arcos
  - 12:20 - 12:50 Final Individual Sênior - Maças
  - 12:50 - 13:20 Final Individual Sênior - Fita
  - 13:30 - 14:10 Final Grupos Sênior - 3 Fitas + 2 Bolas

## Medalhistas

### Sênior
| Evento            | Ouro                                                                                               | Prata                                                                                              | Bronze |
| ----------------- | -------------------------------------------------------------------------------------------------- | -------------------------------------------------------------------------------------------------- | --- |
| Individual        | | | |
| Equipes           | Brasil · Maria Eduarda Alexandre · Bárbara Domingos · Geovanna Santos                              | Estados Unidos · Jaelyn Chin · Megan Chu · Alexandria Kautzman · Rin Keys                          | Canadá · Tatiana Cocsanova · Carmel Kallemaa · Suzanna Shahbazian                                         |
| Geral             | Bárbara Domingos                                                                                   | Rin Keys                                                                                           | Maria Eduarda Alexandre                                                                                   |
| Arco              | Bárbara Domingos                                                                                   | Geovanna Santos                                                                                    | Megan Chu                                                                                                 |
| Bola              | Maria Eduarda Alexandre                                                                            | Rin Keys                                                                                           | Megan Chu                                                                                                 |
| Maças             | Rin Keys                                                                                           | Bárbara Domingos                                                                                   | Maria Eduarda Alexandre                                                                                   |
| Fita              | Maria Eduarda Alexandre                                                                            | Bárbara Domingos                                                                                   | Marina Malpica                                                                                            |
| Grupo             | | | |
| Geral             | México · Dalia Alcocer · Ana Flores · Julia Gutierrez · Kimberly Salazar · Adirem Tejeda           | Brasil · Maria Eduarda Arakaki · Victória Borges · Sofia Pereira · Déborah Medrado · Nicole Pircio | Colômbia · Karen Duarte · Paula Flechas · Natalia Jiménez · Adriana Mantilla · Laura Patiño · Kizzy Rivas |
| 5 arcos           | Brasil · Maria Eduarda Arakaki · Victória Borges · Sofia Pereira · Déborah Medrado · Nicole Pircio | México · Dalia Alcocer · Ana Flores · Julia Gutierrez · Kimberly Salazar · Adirem Tejeda           | Chile · Martina Espejo · Antonia Gallegos · Annalena Ley · Isabel Lozano · Martina Valdez                 |
| 3 fitas + 2 bolas | México · Dalia Alcocer · Ana Flores · Julia Gutierrez · Kimberly Salazar · Adirem Tejeda           | Brasil · Maria Eduarda Arakaki · Victória Borges · Sofia Pereira · Déborah Medrado · Nicole Pircio | Argentina · Lara Aimeri · Lucia Arrascaeta · Pilar Cattaneo · Lucia González · Gabriela Vega              |

### Juvenil
| Evento     | Ouro | Prata | Bronze |
| ---------- | --- | --- | --- |
| Individual | | | |
| Equipes    | Estados Unidos · Natalia de la Rosa · Isabella Chong · Dawn Kim · Alicia Liu                             | Brasil · Fernanda Alvaz · Sarah Mourao · Gabriela Cunha · Stefhany Popoatzki                                      | Canadá · Kate Vetricean · Jana Alemam · Eva Cao                                                                   |
| Geral      | Natalia de la Rosa                                                                                       | Isabella Chong | Kate Vetricean |
| Arco       | Natalia de la Rosa                                                                                       | Ana Luisa Abraham                                                                                                 | Sarah Mourão |
| Bola       | Natalia de la Rosa                                                                                       | Isabella Chong | Fernanda Alvaz |
| Maças      | Dawn Kim                                                                                                 | Fernanda Alvaz | Jana Alemam |
| Fita       | Isabella Chong                                                                                           | Constanza Galindo                                                                                                 | Jimena Dominguez                                                                                                  |
| Grupo      | | | |
| Geral      | Brasil · Andriely Cichovicz · Júlia Colere · Luiza Miranda · Alice Neves · Giovana Parra · Clara Pereira | México · Eva Arevalo · Renata Carrasco · Mariela Lozano · Jaydi Novelo · Barbara Ponce                            | Estados Unidos · Claire Glukovsky · Sasha Kuliyev · Joy Lee · Katerina Levit · Natalia Serobian · Aurora Sullivan |
| 5 arcos    | Brasil · Andriely Cichovicz · Júlia Colere · Luiza Miranda · Alice Neves · Giovana Parra · Clara Pereira | Estados Unidos · Claire Glukovsky · Sasha Kuliyev · Joy Lee · Katerina Levit · Natalia Serobian · Aurora Sullivan | Canadá · Sofie Belova · Natalie Grigore · Angelica Hing · Martina Ma · Emily Pimenovsky · Anastacia Sennikov      |
| 5 maças    | Brasil · Andriely Cichovicz · Júlia Colere · Luiza Miranda · Alice Neves · Giovana Parra · Clara Pereira | México · Eva Arevalo · Renata Carrasco · Mariela Lozano · Jaydi Novelo · Barbara Ponce                            | Estados Unidos · Claire Glukovsky · Sasha Kuliyev · Joy Lee · Katerina Levit · Natalia Serobian · Aurora Sullivan |

### Age Group
| Evento  | Ouro                                          | Prata                                                                    | Bronze                                           |
| ------- | --------------------------------------------- | ------------------------------------------------------------------------ | ------------------------------------------------ |
| Equipes | Estados Unidos · Riko Kawai · Josephine Weber | Canadá · Lillian Yevzlin · Gillian Lu · Milana Sholkavich · Iana Ivanova | Brasil · Anna Julia de Carvalho · Beatriz Vieira |
| Arco    | Josephine Weber                               | Lillian Yevzlin                                                          | Marijose Delgado                                 |
| Bola    | Anna Júlia de Carvalho                        | Josephine Weber                                                          | Marijose Delgado                                 |
| Maças   | Riko Kawai                                    | Milana Sholkavich                                                        | Anna Júlia de Carvalho                           |
| Fita    | Beatriz Vieira                                | Iana Ivanova                                                             | Riko Kawai                                       |

## Quadro de medalhas

### Geral
*   país anfitrião (Guatemala)
| Pos.               | País               | Ouro | Prata | Bronze | Total |
| ------------------ | ------------------ | ---- | ----- | ------ | ----- |
| 1                  | Brasil             | 11   | 7     | 6      | 24    |
| 2                  | Estados Unidos     | 10   | 7     | 5      | 22    |
| 3                  | México             | 2    | 5     | 3      | 10    |
| 4                  | Canadá             | 0    | 4     | 5      | 9     |
| 5                  | Argentina          | 0    | 0     | 1      | 1     |
| 5                  | Chile              | 0    | 0     | 1      | 1     |
| 5                  | Colômbia           | 0    | 0     | 1      | 1     |
| 5                  | Venezuela          | 0    | 0     | 1      | 1     |
| Total (8 entradas) | Total (8 entradas) | 23   | 23    | 23     | 69    |

### Sênior
*   país anfitrião (Guatemala)
| Pos.               | País               | Ouro | Prata | Bronze | Total |
| ------------------ | ------------------ | ---- | ----- | ------ | ----- |
| 1                  | Brasil             | 6    | 5     | 2      | 13    |
| 2                  | México             | 2    | 1     | 1      | 4     |
| 3                  | Estados Unidos     | 1    | 3     | 2      | 6     |
| 4                  | Argentina          | 0    | 0     | 1      | 1     |
| 4                  | Canadá             | 0    | 0     | 1      | 1     |
| 4                  | Chile              | 0    | 0     | 1      | 1     |
| 4                  | Colômbia           | 0    | 0     | 1      | 1     |
| Total (7 entradas) | Total (7 entradas) | 9    | 9     | 9      | 27    |

### Juvenil
*   país anfitrião (Guatemala)
| Pos.               | País               | Ouro | Prata | Bronze | Total |
| ------------------ | ------------------ | ---- | ----- | ------ | ----- |
| 1                  | Estados Unidos     | 6    | 3     | 2      | 11    |
| 2                  | Brasil             | 3    | 2     | 2      | 7     |
| 3                  | México             | 0    | 4     | 0      | 4     |
| 4                  | Canadá             | 0    | 0     | 4      | 4     |
| 5                  | Venezuela          | 0    | 0     | 1      | 1     |
| Total (5 entradas) | Total (5 entradas) | 9    | 9     | 9      | 27    |

### Age Group
*   país anfitrião (Guatemala)
| Pos.               | País               | Ouro | Prata | Bronze | Total |
| ------------------ | ------------------ | ---- | ----- | ------ | ----- |
| 1                  | Estados Unidos     | 3    | 1     | 1      | 5     |
| 2                  | Brasil             | 2    | 0     | 2      | 4     |
| 3                  | Canadá             | 0    | 4     | 0      | 4     |
| 4                  | México             | 0    | 0     | 2      | 2     |
| Total (4 entradas) | Total (4 entradas) | 5    | 5     | 5      | 15    |

## Resultados

### Sênior

#### Equipes
| Pos. | Nação          |        |        |        |        | Total   |
| ---- | -------------- | ------ | ------ | ------ | ------ | ------- |
| 1    | Brasil         | 98.650 | 99.200 | 64.550 | 62.150 | 324.550 |
| 2    | Estados Unidos | 97.900 | 63.300 | 62.750 | 92.450 | 316.400 |
| 3    | Canadá         | 88.450 | 87.400 | 86.550 | 27.250 | 289.650 |
| 4    | México         | 84.450 | 58.950 | 52.650 | 82.000 | 278.050 |
| 5    | Argentina      | 82.500 | 81.050 | 51.450 | 52.550 | 267.550 |
| 6    | Colômbia       | 76.450 | 80.350 | 74.700 | 23.600 | 255.100 |
| 7    | Venezuela      | 73.850 | 74.900 | 46.050 | 44.450 | 239.250 |
| 8    | Chile          | 71.000 | 70.900 | 71.250 | 20.950 | 234.100 |
| 9    | Bolívia        | 66.150 | 68.950 | 67.450 | 22.550 | 225.100 |
| 10   | Peru           | 68.200 | 47.350 | 66.200 | 41.700 | 223.450 |
| 11   | Guatemala      | 67.750 | 63.350 | 43.500 | 42.400 | 217.000 |

#### Individual geral
30 ginastas participaram da competição individual geral sem rodada de qualificação prévia. A seguir estão as 10 primeiras colocadas do geral. Embora várias ginastas por país pudessem competir em todos os quatro aparelhos, apenas um máximo de duas ginastas por país eram elegíveis para classificação.
| Pos. | Ginasta                 | Nação          |            |            |             |            | Total   |
| ---- | ----------------------- | -------------- | ---------- | ---------- | ----------- | ---------- | ------- |
| 1    | Bárbara Domingos        | Brasil         | 33.700 (1) | 32.850 (2) | 32.200 (2)  | 31.400 (2) | 130.150 |
| 2    | Rin Keys                | Estados Unidos | 33.450 (2) | 31.850 (4) | 31.850 (3)  | 32.850 (1) | 130.000 |
| 3    | Maria Eduarda Alexandre | Brasil         | 32.450 (4) | 34.000 (1) | 32.350 (1)  | 30.750 (4) | 129.550 |
| –    | Geovanna Santos         | Brasil         | 32.500 (3) | 32.350 (3) | 30.650 (5)  | 28.750 (5) | 124.250 |
| 4    | Megan Chu               | Estados Unidos | 32.250 (5) | 31.450 (5) | 28.700 (8)  | 30.900 (3) | 123.300 |
| 5    | Tatiana Cocsanova       | Canadá         | 31.000 (7) | 30.350 (8) | 29.200 (6)  | 27.250 (8) | 117.800 |
| 6    | Marina Malpica          | México         | 31.000 (7) | 31.250 (6) | 26.600 (11) | 28.600 (7) | 117.450 |
| 7    | Carmel Kallemaa         | Canadá         | 28.600     | 27.750     | 29.000 (7)  | 24.900     | 110.250 |
| 8    | Celeste D'Arcángelo     | Argentina      | 27.350     | 31.000 (7) | 25.250      | 25.950     | 109.550 |
| –    | Suzanna Shahbazian      | Canadá         | 28.850 (9) | 29.300 (9) | 28.350 (9)  | 22.350     | 108.850 |
| 9    | Oriana Viñas            | Colômbia       | 27.100     | 28.500     | 28.100 (10) | 22.850     | 106.550 |
| 10   | Ledia Juarez            | México         | 26.100     | 27.700     | 25.300      | 27.050 (9) | 106.150 |

#### Arco
| Pos. | Ginasta            | Nação          | Nota D | Nota E | Nota A | Pen.  | Total  |
| ---- | ------------------ | -------------- | ------ | ------ | ------ | ----- | ------ |
| 1    | Bárbara Domingos   | Brasil         | 18.100 | 8.200  | 8.050  | -0.05 | 34.300 |
| 2    | Geovanna Santos    | Brasil         | 17.200 | 7.950  | 7.950  |       | 33.100 |
| 3    | Megan Chu          | Estados Unidos | 17.300 | 7.900  | 7.750  |       | 32.950 |
| 4    | Rin Keys           | Estados Unidos | 16.700 | 8.250  | 7.900  |       | 32.850 |
| 5    | Marina Malpica     | México         | 16.500 | 8.100  | 7.900  | -0.05 | 32.450 |
| 6    | Tatiana Cocsanova  | Canadá         | 15.500 | 7.750  | 7.750  |       | 31.000 |
| 7    | Suzanna Shahbazian | Canadá         | 14.600 | 7.650  | 7.550  | -0.05 | 29.750 |
| 8    | Agostina Vargas    | Argentina      | 11.700 | 5.650  | 5.900  | -0.40 | 22.850 |

#### Bola
| Pos. | Ginasta                 | Nação          | Nota D | Nota E | Nota A | Pen.  | Total  |
| ---- | ----------------------- | -------------- | ------ | ------ | ------ | ----- | ------ |
| 1    | Maria Eduarda Alexandre | Brasil         | 18.100 | 8.100  | 8.400  | -0.05 | 34.550 |
| 2    | Rin Keys                | Estados Unidos | 17.000 | 8.100  | 8.300  |       | 33.400 |
| 3    | Megan Chu               | Estados Unidos | 17.200 | 8.000  | 7.800  |       | 33.000 |
| 4    | Bárbara Domingos        | Brasil         | 16.200 | 7.500  | 8.100  |       | 31.800 |
| 5    | Tatiana Cocsanova       | Canadá         | 15.300 | 7.650  | 7.800  |       | 30.750 |
| 6    | Suzanna Shahbazian      | Canadá         | 14.800 | 7.700  | 7.700  |       | 30.200 |
| 7    | Marina Malpica          | México         | 15.200 | 7.350  | 7.600  |       | 30.150 |
| 8    | Celeste D'Arcángelo     | Argentina      | 13.900 | 6.550  | 7.200  |       | 27.050 |

#### Maças
| Pos. | Ginasta                 | Nação          | Nota D | Nota E | Nota A | Pen.  | Total  |
| ---- | ----------------------- | -------------- | ------ | ------ | ------ | ----- | ------ |
| 1    | Rin Keys                | Estados Unidos | 17.600 | 8.100  | 8.000  |       | 33.700 |
| 2    | Bárbara Domingos        | Brasil         | 16.800 | 8.150  | 8.200  | -0.05 | 33.100 |
| 3    | Maria Eduarda Alexandre | Brasil         | 15.900 | 7.500  | 7.900  |       | 31.300 |
| 4    | Alexandria Kautzman     | Estados Unidos | 15.200 | 6.900  | 7.300  |       | 29.400 |
| 5    | Carmel Kallemaa         | Canadá         | 13.600 | 7.400  | 7.400  |       | 28.400 |
| 6    | Tatiana Cocsanova       | Canadá         | 12.600 | 7.300  | 7.350  |       | 27.250 |
| 7    | Oriana Viñas            | Colômbia       | 12.800 | 7.000  | 7.350  | -0.10 | 27.050 |
| 8    | Marina Malpica          | México         | 12.300 | 6.900  | 7.000  |       | 26.200 |

#### Fita
| Pos. | Ginasta                 | Nação          | Nota D | Nota E | Nota A | Pen.  | Total  |
| ---- | ----------------------- | -------------- | ------ | ------ | ------ | ----- | ------ |
| 1    | Maria Eduarda Alexandre | Brasil         | 16.700 | 8.200  | 8.250  |       | 33.150 |
| 2    | Bárbara Domingos        | Brasil         | 16.100 | 8.050  | 8.250  |       | 32.400 |
| 3    | Marina Malpica          | México         | 15.400 | 7.850  | 8.000  |       | 31.250 |
| 4    | Rin Keys                | Estados Unidos | 15.700 | 7.500  | 7.750  |       | 30.950 |
| 5    | Megan Chu               | Estados Unidos | 15.000 | 7.450  | 7.850  |       | 30.300 |
| 6    | Agostina Vargas         | Argentina      | 13.100 | 6.650  | 6.900  |       | 26.650 |
| 7    | Tatiana Cocsanova       | Canadá         | 11.200 | 6.300  | 7.150  | -0.05 | 24.600 |
| 8    | Ledia Juarez            | México         | 10.800 | 6.000  | 6.700  |       | 23.500 |

#### Grupo geral
| Pos. | Nação     | 5      | 3 + 2  | Total   |
| ---- | --------- | ------ | ------ | ------- |
| 1    | México    | 34.450 | 34.450 | 67.150  |
| 2    | Brasil    | 34.300 | 31.650 | '65.950 |
| 3    | Colômbia  | 27.450 | 23.600 | 51.050  |
| 4    | Chile     | 25.750 | 19.950 | 45.700  |
| 5    | Venezuela | 24.350 | 19.600 | 43.950  |
| 6    | Argentina | 21.700 | 21.950 | 43.650  |
| 7    | Guatemala | 21.600 | 19.650 | 41.250  |
| 8    | Canadá    | 19.050 | 19.900 | 38.950  |

#### 5 arcos
| Pos. | Nação     | Nota D | Nota E | Nota A | Pen.  | Total  |
| ---- | --------- | ------ | ------ | ------ | ----- | ------ |
| 1    | Brasil    | 21.300 | 7.850  | 8.350  | -0.30 | 37.200 |
| 2    | México    | 21.000 | 6.900  | 7.400  | -0.05 | 35.250 |
| 3    | Chile     | 13.000 | 4.800  | 6.500  | -0.30 | 24.000 |
| 4    | Canadá    | 13.300 | 4.800  | 6.050  | -0.30 | 23.850 |
| 5    | Guatemala | 12.300 | 4.650  | 6.100  |       | 23.050 |
| 6    | Colômbia  | 13.100 | 4.300  | 6.200  | -0.60 | 23.000 |
| 7    | Argentina | 12.500 | 4.950  | 5.400  | -0.05 | 22.800 |
| 8    | Venezuela | 11.000 | 3.200  | 5.550  |       | 19.750 |

#### 3 fitas + 2 bolas
| Pos. | Nação     | Nota D | Nota E | Nota A | Pen.  | Total  |
| ---- | --------- | ------ | ------ | ------ | ----- | ------ |
| 1    | México    | 18.000 | 7.600  | 7.750  | -0.30 | 33.050 |
| 2    | Brasil    | 17.300 | 7.300  | 7.800  |       | 32.400 |
| 3    | Argentina | 12.300 | 5.000  | 6.400  |       | 23.700 |
| 4    | Canadá    | 11.600 | 4.750  | 6.300  |       | 22.650 |
| 5    | Chile     | 10.900 | 4.800  | 6.050  | -0.05 | 21.700 |
| 6    | Colômbia  | 10.800 | 4.450  | 6.350  | -0.30 | 21.300 |
| 7    | Venezuela | 8.100  | 4.000  | 5.650  | -0.05 | 17.700 |
| 8    | Guatemala | 8.500  | 3.150  | 5.300  | -0.30 | 16.650 |

### Juvenil

#### Equipes
| Pos. | Nação          |        |        |        |        | Total   |
| ---- | -------------- | ------ | ------ | ------ | ------ | ------- |
| 1    | Estados Unidos | 89.200 | 90.850 | 56.300 | 56.800 | 293.150 |
| 2    | Brasil         | 82.900 | 83.250 | 78.900 | 26.300 | 271.350 |
| 3    | Canadá         | 54.000 | 81.550 | 81.700 | 51.350 | 268.600 |
| 4    | México         | 83.550 | 82.750 | 25.150 | 76.350 | 267.800 |
| 5    | Venezuela      | 52.650 | 70.650 | 71.650 | 47.200 | 242.150 |
| 6    | Chile          | 72.450 | 67.300 | 69.200 | 23.950 | 232.900 |
| 7    | Argentina      | 48.100 | 68.650 | 45.100 | 69.300 | 231.150 |
| 8    | Colômbia       | 65.400 | 67.050 | 48.100 | 45.150 | 225.700 |
| 9    | Bolívia        | 72.250 | 65.100 | 63.800 | 20.150 | 221.300 |
| 10   | Cuba           | 43.000 | 40.100 | 60.750 | 63.650 | 207.500 |
| 11   | Costa Rica     | 43.000 | 40.100 | 60.750 | 63.650 | 207.500 |
| 12   | Equador        | 57.150 | 20.800 | 57.150 | 55.600 | 190.700 |
| 13   | Paraguai       | 37.300 | 58.150 | 38.300 | 54.050 | 187.800 |
| 14   | Guatemala      | 59.500 | 53.000 | 51.500 | 21.250 | 185.250 |

#### Individual geral
41 ginastas participaram da competição individual geral sem rodada de qualificação prévia. A seguir estão as 10 primeiras colocadas do geral. Embora várias ginastas por país pudessem competir em todos os quatro aparelhos, apenas um máximo de duas ginastas por país eram elegíveis para classificação.
| Pos. | Ginasta | Nação |  |  |  |  | Total |
| ---- | ------- | ----- |  |  |  |  | ----- |
| 1    |         |       |  |  |  |  |       |
| 2    |         |       |  |  |  |  |       |
| 3    |         |       |  |  |  |  |       |
| 4    |         |       |  |  |  |  |       |
| 5    |         |       |  |  |  |  |       |
| 6    |         |       |  |  |  |  |       |
| 7    |         |       |  |  |  |  |       |
| 8    |         |       |  |  |  |  |       |
| 9    |         |       |  |  |  |  |       |
| 10   |         |       |  |  |  |  |       |
| 11   |         |       |  |  |  |  |       |
| 12   |         |       |  |  |  |  |       |
| 13   |         |       |  |  |  |  |       |
| 14   |         |       |  |  |  |  |       |
| 15   |         |       |  |  |  |  |       |
| 16   |         |       |  |  |  |  |       |
| 17   |         |       |  |  |  |  |       |
| 18   |         |       |  |  |  |  |       |

#### Arco
| Pos. | Ginasta | Nação | Nota D | Nota E | Nota A | Pen. | Total |
| ---- | ------- | ----- | ------ | ------ | ------ | ---- | ----- |
| 1    |         |       |        |        |        |      |       |
| 2    |         |       |        |        |        |      |       |
| 3    |         |       |        |        |        |      |       |
| 4    |         |       |        |        |        |      |       |
| 5    |         |       |        |        |        |      |       |
| 6    |         |       |        |        |        |      |       |
| 7    |         |       |        |        |        |      |       |
| 8    |         |       |        |        |        |      |       |

#### Bola
| Pos. | Ginasta | Nação | Nota D | Nota E | Nota A | Pen. | Total |
| ---- | ------- | ----- | ------ | ------ | ------ | ---- | ----- |
| 1    |         |       |        |        |        |      |       |
| 2    |         |       |        |        |        |      |       |
| 3    |         |       |        |        |        |      |       |
| 4    |         |       |        |        |        |      |       |
| 5    |         |       |        |        |        |      |       |
| 6    |         |       |        |        |        |      |       |
| 7    |         |       |        |        |        |      |       |
| 8    |         |       |        |        |        |      |       |

#### Maças
| Pos. | Ginasta | Nação | Nota D | Nota E | Nota A | Pen. | Total |
| ---- | ------- | ----- | ------ | ------ | ------ | ---- | ----- |
| 1    |         |       |        |        |        |      |       |
| 2    |         |       |        |        |        |      |       |
| 3    |         |       |        |        |        |      |       |
| 4    |         |       |        |        |        |      |       |
| 5    |         |       |        |        |        |      |       |
| 6    |         |       |        |        |        |      |       |
| 7    |         |       |        |        |        |      |       |
| 8    |         |       |        |        |        |      |       |

#### Fita
| Pos. | Ginasta | Nação | Nota D | Nota E | Nota A | Pen. | Total |
| ---- | ------- | ----- | ------ | ------ | ------ | ---- | ----- |
| 1    |         |       |        |        |        |      |       |
| 2    |         |       |        |        |        |      |       |
| 3    |         |       |        |        |        |      |       |
| 4    |         |       |        |        |        |      |       |
| 5    |         |       |        |        |        |      |       |
| 6    |         |       |        |        |        |      |       |
| 7    |         |       |        |        |        |      |       |
| 8    |         |       |        |        |        |      |       |

#### Grupo geral
| Pos. | Nação | 5 | 5 | Total |
| ---- | ----- | - | - | ----- |
| 1    |       |   |   |       |
| 2    |       |   |   |       |
| 3    |       |   |   |       |
| 4    |       |   |   |       |
| 5    |       |   |   |       |
| 6    |       |   |   |       |
| 7    |       |   |   |       |
| 8    |       |   |   |       |
| 9    |       |   |   |       |
| 10   |       |   |   |       |
| 11   |       |   |   |       |

#### 5 arcos
| Pos. | Nação | Nota D | Nota E | Nota A | Pen. | Total |
| ---- | ----- | ------ | ------ | ------ | ---- | ----- |
| 1    |       |        |        |        |      |       |
| 2    |       |        |        |        |      |       |
| 3    |       |        |        |        |      |       |
| 4    |       |        |        |        |      |       |
| 5    |       |        |        |        |      |       |
| 6    |       |        |        |        |      |       |
| 7    |       |        |        |        |      |       |
| 8    |       |        |        |        |      |       |

#### 5 maças
| Pos. | Nação | Nota D | Nota E | Nota A | Pen. | Total |
| ---- | ----- | ------ | ------ | ------ | ---- | ----- |
| 1    |       |        |        |        |      |       |
| 2    |       |        |        |        |      |       |
| 3    |       |        |        |        |      |       |
| 4    |       |        |        |        |      |       |
| 5    |       |        |        |        |      |       |
| 6    |       |        |        |        |      |       |
| 7    |       |        |        |        |      |       |
| 8    |       |        |        |        |      |       |

### Age Group

#### Equipes
| Pos. | Nação |  |  |  |  | Total |
| ---- | ----- |  |  |  |  | ----- |
| 1    |       |  |  |  |  |       |
| 2    |       |  |  |  |  |       |
| 3    |       |  |  |  |  |       |
| 4    |       |  |  |  |  |       |
| 5    |       |  |  |  |  |       |
| 6    |       |  |  |  |  |       |
| 7    |       |  |  |  |  |       |
| 8    |       |  |  |  |  |       |
| 9    |       |  |  |  |  |       |
| 10   |       |  |  |  |  |       |
| 11   |       |  |  |  |  |       |
| 12   |       |  |  |  |  |       |
| 13   |       |  |  |  |  |       |
| 14   |       |  |  |  |  |       |

#### Individual geral
| Pos. | Ginasta | Nação |  |  |  |  | Total |
| ---- | ------- | ----- |  |  |  |  | ----- |
| 1    |         |       |  |  |  |  |       |
| 2    |         |       |  |  |  |  |       |
| 3    |         |       |  |  |  |  |       |
| 4    |         |       |  |  |  |  |       |
| 5    |         |       |  |  |  |  |       |
| 6    |         |       |  |  |  |  |       |
| 7    |         |       |  |  |  |  |       |
| 8    |         |       |  |  |  |  |       |
| 9    |         |       |  |  |  |  |       |
| 10   |         |       |  |  |  |  |       |
| 11   |         |       |  |  |  |  |       |
| 12   |         |       |  |  |  |  |       |
| 13   |         |       |  |  |  |  |       |
| 14   |         |       |  |  |  |  |       |
| 15   |         |       |  |  |  |  |       |
| 16   |         |       |  |  |  |  |       |
| 17   |         |       |  |  |  |  |       |
| 18   |         |       |  |  |  |  |       |

#### Arco
| Pos. | Ginasta | Nação | Nota D | Nota E | Nota A | Pen. | Total |
| ---- | ------- | ----- | ------ | ------ | ------ | ---- | ----- |
| 1    |         |       |        |        |        |      |       |
| 2    |         |       |        |        |        |      |       |
| 3    |         |       |        |        |        |      |       |
| 4    |         |       |        |        |        |      |       |
| 5    |         |       |        |        |        |      |       |
| 6    |         |       |        |        |        |      |       |
| 7    |         |       |        |        |        |      |       |
| 8    |         |       |        |        |        |      |       |

#### Bola
| Pos. | Ginasta | Nação | Nota D | Nota E | Nota A | Pen. | Total |
| ---- | ------- | ----- | ------ | ------ | ------ | ---- | ----- |
| 1    |         |       |        |        |        |      |       |
| 2    |         |       |        |        |        |      |       |
| 3    |         |       |        |        |        |      |       |
| 4    |         |       |        |        |        |      |       |
| 5    |         |       |        |        |        |      |       |
| 6    |         |       |        |        |        |      |       |
| 7    |         |       |        |        |        |      |       |
| 8    |         |       |        |        |        |      |       |

#### Maças
| Pos. | Ginasta | Nação | Nota D | Nota E | Nota A | Pen. | Total |
| ---- | ------- | ----- | ------ | ------ | ------ | ---- | ----- |
| 1    |         |       |        |        |        |      |       |
| 2    |         |       |        |        |        |      |       |
| 3    |         |       |        |        |        |      |       |
| 4    |         |       |        |        |        |      |       |
| 5    |         |       |        |        |        |      |       |
| 6    |         |       |        |        |        |      |       |
| 7    |         |       |        |        |        |      |       |
| 8    |         |       |        |        |        |      |       |

#### Fita
| Pos. | Ginasta | Nação | Nota D | Nota E | Nota A | Pen. | Total |
| ---- | ------- | ----- | ------ | ------ | ------ | ---- | ----- |
| 1    |         |       |        |        |        |      |       |
| 2    |         |       |        |        |        |      |       |
| 3    |         |       |        |        |        |      |       |
| 4    |         |       |        |        |        |      |       |
| 5    |         |       |        |        |        |      |       |
| 6    |         |       |        |        |        |      |       |
| 7    |         |       |        |        |        |      |       |
| 8    |         |       |        |        |        |      |       |

## Países participantes
- Argentina
- Bolívia
- Brasil
- Canadá
- Chile
- Colômbia
- Costa Rica
- Cuba
- El Salvador
- Equador
- Estados Unidos
- Guatemala
- México
- Nicarágua
- Paraguai
- Peru
- Porto Rico
- Venezuela